# 云光中
云光中（1960年6月—），男，蒙古族，内蒙古自治区土默特左旗人，中华人民共和国政治人物。中国政法大学函授法律专业毕业，内蒙古农业大学经济管理学院农业经济专业硕士研究生课程班在职研究生学历。

## 生平
1977年10月参加工作，任内蒙古自治区土默特左旗公安局干部。1978年8月，任股长。1979年11月加入中国共产党。1982年6月，任副教导员（副科级）。1984年9月，任土左旗检察院副检察长（正科级）。1990年12月，任检察长（1989年9月至1992年7月，在中国政法大学函授法律专业学习）。1993年12月，任土左旗副旗长。1997年4月，任中共和林格尔县委副书记、县长。1998年11月，任中共和林县县委书记（1998年3月至2001年1月，在内蒙古农业大学经济管理学院农业经济专业硕士研究生课程班学习）。2001年1月，任中共乌海市委常委、组织部部长、企业工委副书记。2003年11月，任中共满洲里市委副书记、市长。
2006年10月，任中共呼伦贝尔市委常委，满洲里市委书记、市人大常委会主任(2005年12月-2007年12月，在清华大学与澳大利亚国立大学合作举办的管理硕士学位课程班学习，获管理硕士学位)。
2008年2月，任中共鄂尔多斯市委副书记、副市长。
2008年11月，任中共鄂尔多斯市委副书记、市长。
2011年2月，任中共鄂尔多斯市委书记。
2014年1月，任内蒙古自治区人民政府副主席。2016年11月，任中国共产党内蒙古自治区委员会常委、区政府副主席、中共呼和浩特市委书记。
2017年1月，辞去内蒙古自治区副主席职务。
2019年6月11日，因涉嫌严重违纪违法，接受中央纪委国家监委纪律审查和监察调查。同年12月1日被双开，移送检察机关依法审查起诉。12月31日，云光中遭到逮捕。2020年11月3日，经审理查明：2005年至2018年，被告人云光中利用担任内蒙古自治区呼伦贝尔市委常委、满洲里市委书记，鄂尔多斯市委副书记、副市长、市长、市委书记，内蒙古自治区政府副主席、自治区党委常委、呼和浩特市委书记等职务便利，为有关单位和个人在企业经营、职务提拔等方面提供帮助，直接或通过其近亲属等人非法收受他人给予的财物，折合共计人民币9432万余元，因此辽宁省大连市中级人民法院以受贿罪判处雲光中有期徒刑十四年，并处罚金人民币五百五十万元，云光中当庭表示服从判决，不上诉。